# Azé (Saona e Loira)
Azé è un comune francese di 1 079 abitanti situato nel dipartimento della Saona e Loira nella regione della Borgogna-Franca Contea.

## Storia

### Simboli
Lo stemma è stato adottato dal comune il 1º gennaio 1987.
Gli anelli d'argento in campo di rosso sono simbolo del capoluogo Mâcon. Nel capo sono rappresentate le principali caratteristiche di Azé: il vino, la foresta e le grotte preistoriche.

## Società

### Evoluzione demografica
Abitanti censiti